# 田辺豊治
田辺 豊治（たなべ とよはる、1960年5月12日 - ）は、日本の自動車技術者、モータースポーツディレクター。東京都出身。本田技研工業所属。
ホンダグループのモータースポーツ分野で、エンジン部門の要職を歴任。後年はホンダF1のテクニカルディレクターを務めた。

## 経歴
1984年、玉川大学工学部機械工学科卒業後、本田技研工業に入社。市販車用のエンジン開発に携わる。
1986年、ホンダのF1プロジェクトに異動し、マクラーレン・ホンダのゲルハルト・ベルガー担当エンジニアとしてチームに加わる。ホンダの第2期F1活動終了に伴い、1993年よりアメリカに移り、当時のチャンプカー・ワールド・シリーズ（CART）向けエンジンの研究開発に関わる。
2003年にはF1に復帰、B・A・Rでジェンソン・バトンの担当エンジニアとなる。BARがホンダに買収され「ホンダF1」となったあとも2007年まで同職を務めたほか、テストマネージャーなども務めた。2008年には本田技術研究所に戻りF1エンジンの開発責任者となるが、同年限りでホンダがF1を撤退（第3期の活動終了）したため、2009年からは一時市販車用エンジンの開発に回った。
2013年、ホンダ・パフォーマンス・ディベロップメント（HPD）のシニア・マネージャー及び、レースチーム チーフエンジニアを兼任。ホンダのインディカー・シリーズへのエンジン供給の責任者となる。2017年の第101回インディ500では佐藤琢磨と共に優勝の快挙を達成した。
2018年1月1日、ホンダF1のテクニカルディレクターに就任し、スクーデリア・トロ・ロッソへのエンジン供給を担当。翌2019年には親元のレッドブル・レーシングにもエンジン供給を拡大したため、トロ・ロッソと合わせた現場統括を兼任する。同6月のオーストリアGPにてレッドブルが優勝し、パワーユニット（PU）サプライヤーとして復帰してからの初勝利に貢献した。
2021年シーズンにレッドブルがドライバーズタイトルを獲得し、エンジンサプライヤーとして30年ぶりの偉業に貢献。そして今期限りでホンダ第4期のF1活動が終了し、ホンダのPUを継承するレッドブル・パワートレインズへの引き継ぎ完了までイギリスに残留、翌2022年5月に帰国した。一部の報道でその後は定年を迎えるとしていたが、栃木県さくら市のホンダ・レーシング（HRC）に異動し同年秋の時点では「後輩たちの仕事（PU運用）を後ろから支える形（サポート）」と答えている。
2024年12月、故アイルトン・セナを回顧するホンダの特設サイトに登場。この時点でも尚在職中であり、役職はHRC四輪レース部開発室チーフエンジニアと紹介されている。2025年4月には、HRCがメモラビリア事業（過去のコレクターズアイテム等を販売する）に参入する第1弾として、1990年のRA100Eエンジンを分解する動画に登場した。

## エピソード
- 比較的穏やかな性格と評されており、第2期ホンダF1の時代からチーム内での人気は高かった[17]。
- F1に長年携わって印象に残ったレースは、ジェンソン・バトンが優勝を果たした2006年ハンガリーGPと語っている[18]。
- ジェンソン・バトンは田辺のF1復帰に際し、エールを送った[19]。
- 前述の2006年ハンガリーGP以来13年ぶりのホンダエンジン優勝となった2019年オーストリアGPでは、表彰式で優勝チーム代表として登壇。しかし田辺の登壇は直前に決まったため、表彰台裏まで行った際に、ホンダ側スタッフが登壇すると聞いてなかったFIA職員から止められて、職員がレッドブルに確認を取っている間に、国歌斉唱が終わってしまうハプニングに見舞われたが、トロフィー授与が始まる寸前でなんとか登壇できた。優勝ドライバーのマックス・フェルスタッペンとコンストラクターズトロフィーの授与が終わり、2位のシャルル・ルクレール(フェラーリ)には大会プレゼンターとして参加していたゲルハルト・ベルガーがトロフィーを授与。ルクレール、フェルスタッペン、バルテリ・ボッタスの健闘を称えたベルガーはそのまま田辺へ歩み寄り、抱擁を交わした。ベルガーと田辺は、ホンダF1第2期マクラーレン時代のドライバーとエンジニアの関係であり、ホンダの健闘を称えた。田辺とベルガーの時を経ても変わらぬ友情関係に、会場にいた人々からも割れんばかりの拍手が沸き起こった。
- 同じレッドブルリンク開催となった2021年シュタイアーマルクGPと2021年オーストリアGPでチームは2年ぶりの優勝、さらに2連勝を達成し、レッドブル側の意向で同地の表彰台に2度目の登壇となった。